# Смъртоносно бяло
Смъртоносно бяло (на английски: Lethal White) е детективски роман от 2018 г., написан от Джоан Роулинг и публикуван под псевдонима Робърт Галбрейт. Това е четвъртият роман от поредицата детективски романи за Корморан Страйк.
В България романът е издаден на 21 март 2019 г. от издателство „Колибри“ в превод на Надя Баева.

## Сюжет
Били, проблемен млад мъж, отива в офиса на Корморан Страйк, за да го помоли за помощ при разрешаването на престъпление, за което смята, че е бил свидетел като дете. Били е имал някои психични разстройства и не може да си спомни конкретни подробности, но в историята му има белег на честност. Страйк е шокиран от историята, но преди да успее да го разпита повече, Били бяга ужасен от офиса.
Страйк и Робин Елакот (бивша негова асистентка, сега партньор в агенцията) се впускат в разследване, което ги превежда през тайните улици на Лондон, вътрешно светилище в британския парламент и дори зловещо имение в провинцията.
Заплетен в разследването, личният живот на Страйк става бурен: славата и репутацията, които предишната му детективска работа са му осигурили, му пречат да действа тайно, както преди. Освен това отношенията му с Робин стават по-напрегнати от всякога: Робин се е превърнала в безценна част от бизнеса, но личният аспект е много по-сложен.

## Предистория
Романът Смъртоносно бяло е предшестван от Зовът на кукувицата, Копринената буба и В служба на злото. Историята започва с финала на В служба на злото. Роулинг обявява завършването на ръкописа на 23 март 2018 г., след почти две години работа.

### Заглавие
На 14 март 2017 г. Роулинг обявява заглавието на четвъртата част от поредицата Корморан Страйк чрез игра на бесеница в Туитър. Съдейки по изображенията на тема коне, които авторката публикува тогава, заглавието изглежда се отнася до илеоколонна аганглионоза, вродено заболяване, известно още като синдром на смъртоносното бяло жребче.